# Juan Ibáñez Díez-Gutiérrez
Juan Ignacio Ibáñez Díez-Gutiérrez (Guanajuato, 20 d'abril de 1938 – Ciutat de Mèxic, 12 de setembre de 2000), conegut com Juan Ibáñez, va ser un director, guionista, productor i actor de cinema mexicà. Va tenir una destacada participació en el teatre, principalment amb la posada en escena de Divinas palabras, de Ramón María del Valle-Inclán. En la pantalla gran, va dirigir l'última pel·lícula de María Félix: La generala (1971), i va compartir la direcció d'una sèrie de cintes protagonitzades per Boris Karloff. Entre els seus films destaca Los caifanes (1967), considerada, probablement, com el millor dels anys 1960 a Mèxic.

## Filmografia
Com a director
| Año  | Película             |
| ---- | -------------------- |
| 1965 | Un alma pura         |
| 1965 | Amor amor amor       |
| 1967 | Los caifanes         |
| 1968 | La cámara del terror |
| 1968 | House of Evil        |
| 1971 | La generala          |
| 1971 | La muerte viviente   |
| 1971 | Invasión siniestra   |
| 1978 | Divinas palabras     |
| 1980 | A fuego lento        |

Com a actor
| Año  | Película                    | Rol             |
| ---- | --------------------------- | --------------- |
| 1968 | Las visitaciones del diablo | Juan            |
| 1969 | Trampas de amor             | Sense acreditar |
| 1991 | Dentro de la noche          | –               |